# Grant Stafford
Grant Stafford, né le 27 mai 1971 à Johannesbourg, est un joueur de tennis professionnel sud-africain, retraité du circuit depuis 2000.
Alors classé no 110 il bat en 1993 au Tournoi du Queen's en 1/16 sur le score de 5-7, 7-5, 6-4 (Gazon) le no 1 mondial Pete Sampras.

## Palmarès

### Finales en simple messieurs
| No | Date       | Nom et lieu du tournoi                               | Catégorie    | Dotation  | Surface      | Vainqueur        | Score         |  |
| -- | ---------- | ---------------------------------------------------- | ------------ | --------- | ------------ | ---------------- | ------------- |  |
| 1  | 29-03-1993 | South African Open, Durban                           | World Series | 275 000 $ | Dur (ext.)   | Aaron Krickstein | 6-3, 7-6      |  |
| 2  | 08-07-1996 | Miller Lite Hall of Fame Championships, Newport (RI) | World Series | 230 000 $ | Gazon (ext.) | Nicolás Pereira  | 4-6, 6-4, 6-4 |  |
| 3  | 21-04-1997 | US Men's Clay Court Championship, Orlando            | World Series | 264 250 $ | Terre (ext.) | Michael Chang    | 4-6, 6-2, 6-1 |  |

### Titres en double messieurs
| No | Date       | Nom et lieu du tournoi                               | Catégorie    | Dotation  | Surface      | Partenaire       | Finalistes                       | Score          |          |
| -- | ---------- | ---------------------------------------------------- | ------------ | --------- | ------------ | ---------------- | -------------------------------- | -------------- | -------- |
| 1  | 14-10-1996 | Joyce Eisenberg Israel Open Tel Aviv                 | World Series | 303 000 $ | Dur (ext.)   | Marcos Ondruska  | Noam Behr Eyal Erlich            | 6-3, 6-2       |          |
| 2  | 20-04-1998 | US Men's Clay Court Championship Orlando             | Int' Series  | 264 250 $ | Terre (ext.) | Kevin Ullyett    | Michael Tebbutt Mikael Tillström | 4-6, 6-4, 7-5  |          |
| 3  | 04-05-1998 | America's Red Clay Tennis Championship Coral Springs | Int' Series  | 245 000 $ | Terre (ext.) | Kevin Ullyett    | Mark Merklein Vincent Spadea     | 7-5, 6-4       |          |
| 4  | 20-07-1998 | Legg Mason Tennis Classic Washington                 | Series Gold  | 575 000 $ | Dur (ext.)   | Kevin Ullyett    | Wayne Ferreira Patrick Galbraith | 6-2, 6-4       |          |
| 5  | 01-01-2001 | AAPT Championships Adélaïde                          | Int' Series  | 350 000 $ | Dur (ext.)   | David Macpherson | Wayne Arthurs Todd Woodbridge    | 65-7, 6-4, 6-4 | Parcours |

### Finale en double messieurs
| No | Date       | Nom et lieu du tournoi      | Catégorie    | Dotation  | Surface    | Vainqueurs                    | Partenaire     | Score    |  |
| -- | ---------- | --------------------------- | ------------ | --------- | ---------- | ----------------------------- | -------------- | -------- |  |
| 1  | 28-03-1994 | South African Open Sun City | World Series | 288 750 $ | Dur (ext.) | Marius Barnard Brent Haygarth | Ellis Ferreira | 6-3, 7-5 |  |

## Parcours dans les tournois du Grand Chelem

### En simple
| Année | Open d'Australie | Open d'Australie   | Roland-Garros | Roland-Garros       | Wimbledon | Wimbledon        | US Open  | US Open          |
| ----- | ---------------- | ------------------ | ------------- | ------------------- | --------- | ---------------- | -------- | ---------------- |
| 1991  | -                | -                  | -             | -                   | -         | -                | 2e tour  | Carl-Uwe Steeb   |
| 1992  | 1er tour         | MaliVai Washington | -             | -                   | 3e tour   | Stefan Edberg    | -        | -                |
| 1993  | 1er tour         | Rodolphe Gilbert   | -             | -                   | 1er tour  | Jared Palmer     | 1er tour | Amos Mansdorf    |
| 1994  | 4e tour          | Goran Ivanišević   | 1er tour      | Dimitri Poliakov    | 1er tour  | Todd Martin      | 1er tour | Jörn Renzenbrink |
| 1995  | 1er tour         | Andre Agassi       | -             | -                   | -         | -                | -        | -                |
| 1996  | -                | -                  | -             | -                   | 2e tour   | Neville Godwin   | 1er tour | Guy Forget       |
| 1997  | 2e tour          | Thomas Muster      | 1er tour      | Leander Paes        | 1er tour  | Patrick Rafter   | 2e tour  | Sergi Bruguera   |
| 1998  | 1er tour         | Marcelo Ríos       | 1er tour      | Alberto Berasategui | 1er tour  | Goran Ivanišević | -        | -                |
| 1999  | -                | -                  | -             | -                   | 1er tour  | Jonas Björkman   | -        | -                |
| 2000  | 2e tour          | Stefan Koubek      | -             | -                   | -         | -                | -        | -                |
| 2001  | -                | -                  | -             | -                   | -         | -                | -        | -                |

### En double
N'a jamais participé à un tableau final